# 字型散步
《字型散步：日常生活的中文字型學》，作者柯志杰、蘇煒翔，2014年11月8日由臺灣出版社臉譜出版，為介紹台灣街頭日常生活週遭印刷字體的入門書籍。

## 簡介
《字型散步》分為四章節，分從功能性、美學、科技和產業的角度來簡述正體中文字型在台灣街頭的現象：
- Part 1 〈誰說字體不重要〉

交通運輸上的文字是承載各類資訊的指標，其文字或字型重要性不僅限於視覺美觀，其方不方便辨識、容不容易閱讀，甚至影響人身安全。
- Part 2 〈字體就在你身邊〉

本章節結合作者長期漫步在台灣街頭的觀察，根據長時間觀察，台灣人最普遍常見的字體為楷書，於是楷書的美感和筆法也深深影響當代的印刷字體，所以要涉獵中文字型，必須熟識楷書。書法和印刷字體應當是文字同宗，其實不應該形成對立的兩端。
- Part 3 〈中文字體的故事〉

台灣長期因為文字版權觀念低落，也由於中文字符繁浩，在電腦印刷體的開發上呈現乏人問津，中文字型有大半從日本購買，連帶強烈滲入了台灣的日常生活當中。另一方面，香港盛行的魏碑印刷體也漸漸被台灣設計界所採納。事實上，字型雖然本質上為科技產品，但背後也牽涉「歷史」、「美學」、「設計」和「社會文化」等議題。
- Part 4 〈當字體成為字型〉

本章揭露中文字型技術層面的設計工作，從實務操作上，「字型」到底是設計師怎麼用電腦軟體一筆一畫設計出來。
《字型散步：日常生活的中文字型學》的作者柯志杰、蘇煒翔希望能透過本書，能提升普羅大眾對於字型設計在生活當中的基礎認知，並提升大眾對文字版權的重視，以此企盼能有更多的台灣人願意投入關注中文字型設計的行列。

## 後續
《字型散步：日常生活的中文字型學》於2014年出版後，截至2015年九月止，已銷售一萬多本，在台灣書市平均銷售量約一千本左右的設計類叢書中，算是不俗的成績。
2019年7月4日，兩名作者又於出版續集《字型散步NEXT：從台灣日常出發，無所不在的中文字型學》，同樣由臉譜出版社發行。

## 外部連結
- 字嗨的Facebook專頁